# Großer Preis von Argentinien 1954
Der Große Preis von Argentinien 1954 (offiziell II Gran Premio de la Republica Argentina) fand am 17. Januar auf dem Autódromo 17 de Octubre in Buenos Aires statt und war das erste Rennen der Automobil-Weltmeisterschaft 1954.

## Bericht

### Hintergrund
Die Fahrerweltmeisterschaft 1954 wurde wieder nach den Regeln der Formel 1 ausgetragen, was zahlreiche Neuerungen mit sich brachte. Erlaubt waren jetzt Saugmotoren mit 2500 cm3 Hubraum bzw. aufgeladene Motoren mit 750 cm3. Von letztgenannter Lösung machte allerdings niemand Gebrauch. Erst 1977 kamen mit Renault erstmals aufgeladene Motoren in der Formel 1 zum Einsatz.
Bei den Fahrern zeichneten sich zwei wichtige Wechsel ab. Juan Manuel Fangio sollte die neuen Mercedes-Rennwagen fahren, die allerdings erst zum Großen Preis von Frankreich fertig wurden. So lange fuhr Fangio weiter für Maserati. Alberto Ascari, der amtierende Weltmeister, hatte sich mit Ferrari überworfen und heuerte beim neu gegründeten Lancia-Team an. Diese Fahrzeuge waren aber erst zum letzten Rennen in Spanien einsatzbereit. Bis dahin steuerte er sporadisch ebenfalls einen Maserati.
In diesem ersten Rennen der Saison traten nur drei Werksteams an. Maserati stellte Fangio und Onofre Marimón den neuen 250F zur Verfügung, Musso und Bira fuhren den Vorjahreswagen A6GCM, allerdings mit einem 2,5-l-Motor. Ferrari war mit vier Fahrzeugen vom Typ 625 vertreten, die von Giuseppe Farina, Mike Hawthorn, José Froilán González und Umberto Maglioli gesteuert wurden. Es handelte sich dabei mehr oder weniger um Ferrari 500 aus dem Vorjahr, die mit einem an die Regeln angepassten 2,5-l-Motor ausgerüstet waren. Die Maserati waren den Ferrari in der Höchstgeschwindigkeit unterlegen, ihre Straßenlage war jedoch dem Ferrari überlegen. Gordini schickte neben Jean Behra und Élie Bayol den Debütanten Roger Loyer ins Rennen, der hier sein einziges Rennen in der Fahrerweltmeisterschaft bestritt.
Mit Ascari (einmal) trat der bisher einzige Sieger zu diesem Grand Prix an.

### Training
Das Training wurde von Ferrari dominiert. Lediglich Fangio konnte mit seinem neuen Maserati mithalten und den dritten Startplatz belegen. Die Pole-Position ging an Farina, der eine Zehntelsekunde schneller war als González.

### Rennen
Farina nutzte seine Pole-Position und übernahm sofort die Führung vor Fangio und Hawthorn. González lag an vierter Stelle, überholte aber in Runde fünf Hawthorn, in der achten Runde Fangio und ging nach 15 Runden an Farina vorbei in Führung. Die Führung behielt er bis zur 32. Runde, als plötzlich Regen einsetzte und er sich auf der rutschigen Straße drehte und auf den vierten Platz zurückfiel. Farina hielt an den Boxen, um sich ein Regenvisier zu holen. Damit lag Hawthorn vorn, drehte sich aber ebenfalls und musste die Führung Fangio überlassen, der im Regen überlegen fuhr. Als der Regen kurzzeitig aufhörte und die Bahn abtrocknete, konnten sich die Ferrari-Piloten wieder an Fangio vorbeikämpfen, jedoch nur so lange, bis der Regen wieder einsetzte und sie ihre motorische Überlegenheit verloren. Fangio ging wieder an ihnen vorbei. Hawthorn drehte sich erneut und wurde wegen Inanspruchnahme fremder Hilfe disqualifiziert. Das Gleiche passierte weiter hinten auch Behra. Bis zur 61. Runde hatte sich der Regen so weit verstärkt, dass Fangio die Box ansteuerte, um Regenreifen montieren zu lassen. Ferrari-Rennleiter Nello Ugolini legte daraufhin Protest bei der Rennleitung ein, weil sich angeblich mehr als die erlaubten drei Mechaniker um Fangio kümmerten. Er war sich seiner Sache so sicher, dass er den beiden führenden Piloten Farina und González signalisierte langsamer zu fahren. Fangio holte dadurch wieder auf und ging an den beiden vorbei und als Sieger über die Ziellinie. Der Ferrari-Protest wurde abgewiesen.

## Meldeliste
| Team                      | Nr. | Fahrer                  | Chassis            | Motor           | Reifen |
| ------------------------- | --- | ----------------------- | ------------------ | --------------- | ------ |
| Officine Alfieri Maserati | 02  | Juan Manuel Fangio      | Maserati 250F      | Maserati 2.5 L6 | P      |
| Officine Alfieri Maserati | 04  | Onofre Marimón          | Maserati 250F      | Maserati 2.5 L6 | P      |
| Officine Alfieri Maserati | 06  | Luigi Musso             | Maserati A6GCM     | Maserati 2.5 L6 | P      |
| Officine Alfieri Maserati | 08  | Prinz Bira              | Maserati A6GCM     | Maserati 2.5 L6 | P      |
| Scuderia Ferrari          | 10  | Giuseppe Farina         | Ferrari 625        | Ferrari 2.5 L4  | P      |
| Scuderia Ferrari          | 12  | José Froilán González   | Ferrari 625        | Ferrari 2.5 L4  | P      |
| Scuderia Ferrari          | 14  | Mike Hawthorn           | Ferrari 625        | Ferrari 2.5 L4  | P      |
| Scuderia Ferrari          | 16  | Umberto Maglioli        | Ferrari 625        | Ferrari 2.5 L4  | P      |
| Equipe Gordini            | 18  | Jean Behra              | Gordini T16 (1954) | Gordini 2.5 L6  | E      |
| Equipe Gordini            | 20  | Élie Bayol              | Gordini T16 (1954) | Gordini 2.5 L6  | E      |
| Equipe Gordini            | 22  | Roger Loyer             | Gordini T16 (1954) | Gordini 2.5 L6  | E      |
| Ecurie Rosier             | 24  | Louis Rosier            | Ferrari 500        | Ferrari 2.5 L4  | D      |
| Ecurie Rosier             | 26  | Maurice Trintignant     | Ferrari 625        | Ferrari 2.5 L4  | P      |
| Team Harry Schell         | 28  | Harry Schell            | Maserati A6GCM     | Maserati 2.5 L6 | P      |
| Equipe de Graffenried     | 30  | Emmanuel de Graffenried | Maserati A6GCM     | Maserati 2.5 L6 | P      |
| Team Robert Mieres        | 32  | Roberto Mieres          | Maserati A6GCM     | Maserati 2.5 L6 | P      |
| Team Jorge Daponte        | 34  | Jorge Daponte           | Maserati A6GCM     | Maserati 2.5 L6 | P      |
| Team Onofre Marimon       | 36  | Carlos Menditeguy       | Maserati A6GCM     | Maserati 2.5 L6 | P      |

## Klassifikationen

### Startaufstellung
| Pos. | Fahrer                  | Konstrukteur | Zeit   | Startreihe |
| ---- | ----------------------- | ------------ | ------ | ---------- |
| 01   | Giuseppe Farina         | Ferrari      | 1:44,8 | 1R         |
| 02   | José Froilán González   | Ferrari      | 1:44,9 | 1RM        |
| 03   | Juan Manuel Fangio      | Maserati     | 1:45,7 | 1LM        |
| 04   | Mike Hawthorn           | Ferrari      | 1:47,0 | 1L         |
| 05   | Maurice Trintignant     | Ferrari      | 1:47,7 | 2R         |
| 06   | Onofre Marimón          | Maserati     | 1:47,7 | 2M         |
| 07   | Roberto Mieres          | Maserati     | 1:49,0 | 3R         |
| 08   | Prinz Bira              | Maserati     | 1:49,3 | 3RM        |
| 09   | Harry Schell            | Maserati     | 1:50,0 | 3LM        |
| 10   | Umberto Maglioli        | Ferrari      | 1:50,2 | 3L         |
| 11   | Emmanuel de Graffenried | Maserati     | 1:51,0 | 4R         |
| 12   | Louis Rosier            | Ferrari      | 1:51,6 | 4M         |
| 13   | Élie Bayol              | Gordini      | 1:52,6 | 4L         |
| 14   | Roger Loyer             | Gordini      | 1:52,6 | 5RM        |
| 15   | Jean Behra              | Gordini      | 1:53,0 | 5LM        |
| 16   | Jorge Daponte           | Maserati     | 1:56,7 | 5L         |
| 17   | Luigi Musso             | Maserati     | 1:48,2 |            |
| 18   | Carlos Menditeguy       | Maserati     | 1:49,2 |            |

### Rennen
| Pos. | Fahrer                  | Konstrukteur | Runden | Zeit       | Start | Schnellste Runde |
| ---- | ----------------------- | ------------ | ------ | ---------- | ----- | ---------------- |
| 01   | Juan Manuel Fangio      | Maserati     | 87     | 3:00:55,8  | 03    |                  |
| 02   | Giuseppe Farina         | Ferrari      | 87     | + 1:19,0   | 01    |                  |
| 03   | José Froilán González   | Ferrari      | 87     | + 2:01,0   | 02    | 1:48,2           |
| 04   | Maurice Trintignant     | Ferrari      | 86     | + 1 Runde  | 05    |                  |
| 05   | Élie Bayol              | Gordini      | 85     | + 2 Runden | 15    |                  |
| 06   | Harry Schell            | Maserati     | 84     | + 3 Runden | 11    |                  |
| 07   | Prinz Bira              | Maserati     | 83     | + 4 Runden | 10    |                  |
| 08   | Emmanuel de Graffenried | Maserati     | 83     | + 4 Runden | 13    |                  |
| 09   | Umberto Maglioli        | Ferrari      | 82     | + 5 Runden | 12    |                  |
| –    | Onofre Marimón          | Maserati     | 48     | DNF        | 06    |                  |
| –    | Roberto Mieres          | Maserati     | 37     | DNF        | 08    |                  |
| –    | Roger Loyer             | Gordini      | 19     | DNF        | 16    |                  |
| –    | Jorge Daponte           | Maserati     | 19     | DNF        | 18    |                  |
| –    | Louis Rosier            | Ferrari      | 2      | DNF        | 14    |                  |
| DNS  | Luigi Musso             | Maserati     | –      | –          | 07    | –                |
| DNS  | Carlos Menditeguy       | Maserati     | –      | –          | 09    | –                |
| DSQ  | Jean Behra              | Gordini      | 61     | –          | 17    | –                |
| DSQ  | Mike Hawthorn           | Ferrari      | 52     | –          | 04    | –                |

Anmerkungen
1. ↑  Behra wurde disqualifiziert, nachdem er Hilfe von Streckenposten erhalten hatte, um wieder auf die Strecke zu kommen
2. ↑  Hawthorn wurde disqualifiziert, nachdem er Hilfe von Streckenposten erhalten hatte, um wieder auf die Strecke zu kommen

## WM-Stand nach dem Rennen
Die ersten fünf bekamen 8, 6, 4, 3 bzw. 2 Punkte; einen Punkt gab es für die schnellste Runde. Es zählten nur die vier besten Ergebnisse aus acht Rennen.

### Fahrerwertung
| Pos. | Fahrer                | Konstrukteur | Punkte |
| ---- | --------------------- | ------------ | ------ |
| 01   | Juan Manuel Fangio    | Maserati     | 8      |
| 02   | Giuseppe Farina       | Ferrari      | 6      |
| 03   | José Froilán González | Ferrari      | 5      |
| 04   | Maurice Trintignant   | Ferrari      | 3      |
| 05   | Élie Bayol            | Gordini      | 2      |
| 06   | Harry Schell          | Maserati     | 0      |
| 07   | Prinz Bira            | Maserati     | 0      |

| Pos. | Fahrer                  | Konstrukteur | Punkte |
| ---- | ----------------------- | ------------ | ------ |
| 08   | Emmanuel de Graffenried | Maserati     | 0      |
| 09   | Umberto Maglioli        | Ferrari      | 0      |
| –    | Onofre Marimón          | Maserati     | 0      |
| –    | Roberto Mieres          | Maserati     | 0      |
| –    | Roger Loyer             | Gordini      | 0      |
| –    | Jorge Daponte           | Maserati     | 0      |
| –    | Louis Rosier            | Ferrari      | 0      |